# Haudiomont
Haudiomont ist eine französische Gemeinde mit 232 Einwohnern (Stand: 1. Januar 2022) im Département Meuse in der Region Grand Est (vor 2016: Lothringen). Die Gemeinde gehört zum Arrondissement Verdun und zum Kanton Étain. 

## Geographie
Haudiomont liegt etwa 17 Kilometer ostsüdöstlich von Verdun. Umgeben wird Haudiomont mit den Nachbargemeinden Watronville und Ronvaux im Norden, Manheulles im Osten, Bonzée im Süden, Rupt-en-Woëvre im Südwesten, Sommedieue im Westen sowie Châtillon-sous-les-Côtes im Nordwesten.
Durch die Gemeinde führt die Autoroute A4. 

## Bevölkerungsentwicklung
| Jahr                       | 1962 | 1968 | 1975 | 1982 | 1990 | 1999 | 2006 | 2011 | 2019 |
| Einwohner                  | 273  | 275  | 258  | 200  | 187  | 213  | 223  | 239  | 227  |
| Quellen: Cassini und INSEE |      |      |      |      |      |      |      |      |      |

## Sehenswürdigkeiten
- Kirche Saint-Urbain, 1623 erbaut, 1926 wieder errichtet

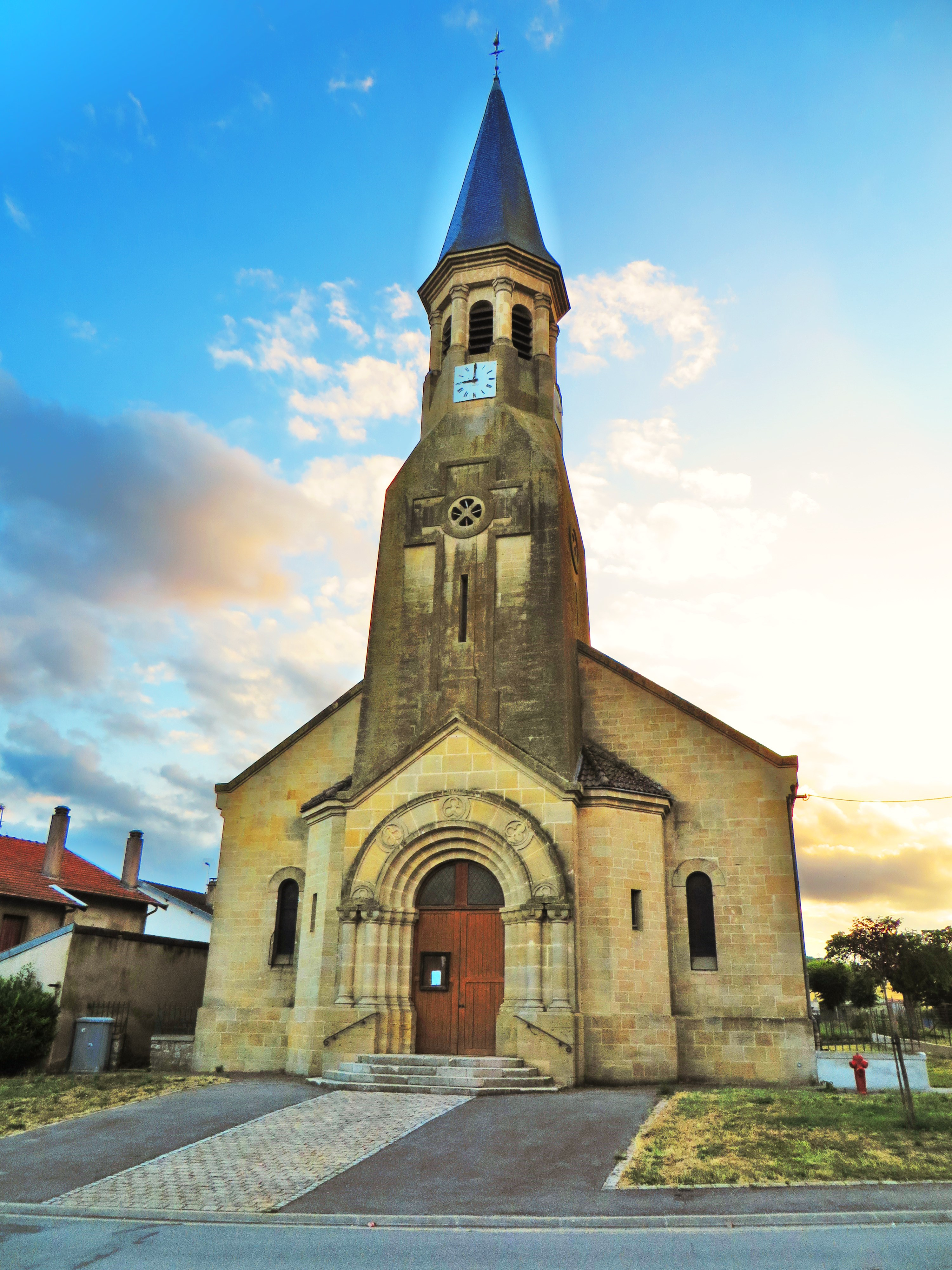
Kirche Saint-Urbain